# スチュワート・ハメロフ

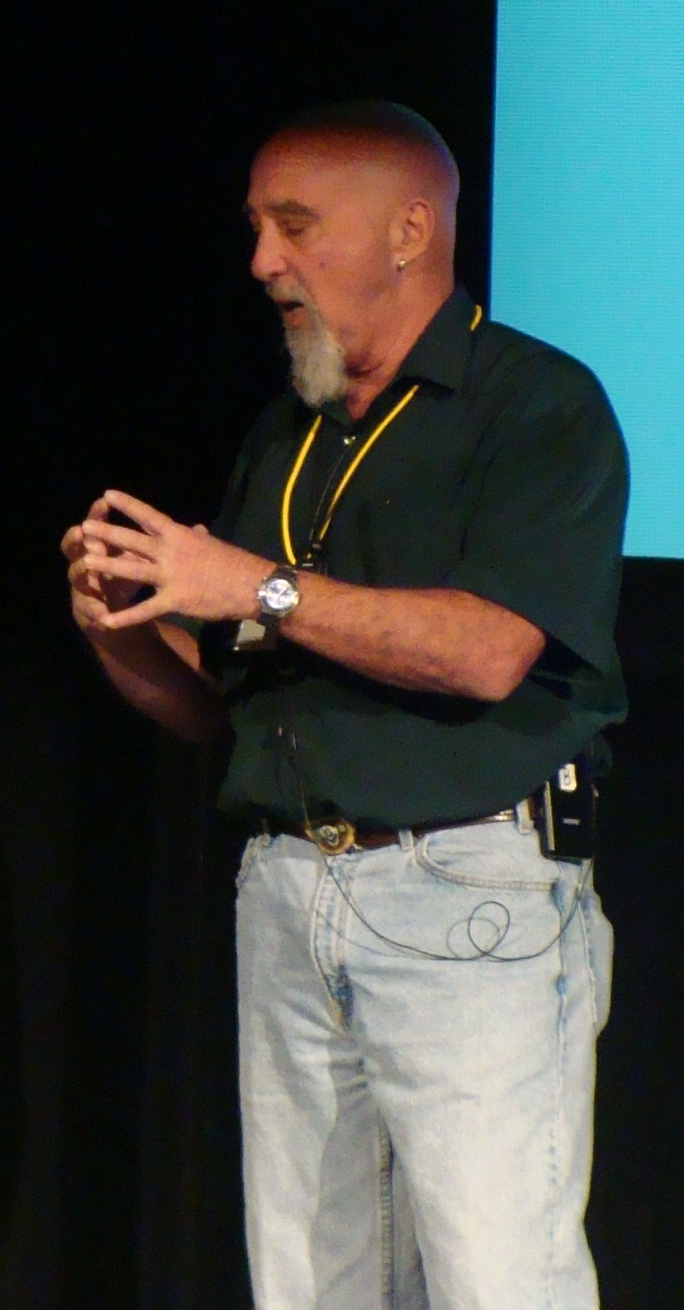
スチュワート・ハメロフ。2008年のツーソン会議での発表。

スチュワート・ハメロフ（英: Stuart Hameroff、1947年7月16日 - ）は、アメリカ合衆国の麻酔科医。医学博士。現在アリゾナ大学教授。意識に関する国際会議ツーソン会議のオーガナイザー。ロジャー・ペンローズとの意識に関する共同研究で有名。

## 略歴
ニューヨーク州バッファロー生まれ。1965年にオハイオ州クリーブランドのクリーブランド・ハイツ高校を卒業し、ピッツバーグ大学に入学。1969年、同卒業（化学）。1973年にハーネマン・メディカル・カレッジ（現在のドレクセル大学医学部の一部）を卒業し、学位を取得。アリゾナ州ツーソンのツーソン医療センターでのインターンシップを経て、1975年から1977年までアリゾナ大学でレジデンシー。その後、1977年から現在まで一貫してアリゾナ大学で勤務。1978年に助教授。1979年麻酔科専門医認定試験に合格。1979年-85年、アリゾナ大学ペインクリニック長。1984年アリゾナ大学准教授に着任、テニュア（終身在職権）を得る。1994年、アリゾナ大学心理学科准教授を兼任。1995年アリゾナ大学麻酔科・心理学科教授。1999年アリゾナ大学意識研究センター副所長（現在は所長）。2003年、アリゾナ大学名誉教授。現在、アリゾナ大学附属アリゾナ健康科学センター内の研究所、ユニヴァーシティ・メディカル・センターで研究員を務めている。

## 研究
ハメロフはハーネマン・メディカル・カレッジに通っていたころ（大学院時代）にがん関連の研究をおこなっていた。このとき細胞内に存在するマイクロチューブルに対して、なんらかの計算機能を担っているのではないか、と興味を持つようになった。そして彼は意識の問題をとくカギが、脳の細胞内での分子レベルまたは超分子レベルでのマイクロチューブルの振る舞いの理解によってもたらされるのではないか、と思うようになる。.
マイクロチューブルの振る舞いは非常に複雑で、その活動は細胞の活動全体と関わりを持つ。こうしたことから、ハメロフは、意識機能を担うのに十分なだけの計算が、マイクロチューブルにおいて行われているのではないかというアイデアを持った。このアイデアはハメロフの最初の著作 "Ultimate Computing" (1987年)で語られた。とはいえこの本では生物組織中での情報処理がメインテーマになっており（特にマイクロチューブルおよび細胞骨格中での情報処理）、意識は副次的な扱いでしかなかった。ハメロフは同書において、脳内での情報処理の基本単位はニューロンではなく細胞骨格なのではないか、という考えを披露した。
このハメロフの研究とは関係のないところで、もうひとつの研究が発表された。理論物理学者ロジャー・ペンローズが出版した、意識に関する最初の著作 "The Emperor's New Mind"(1989年)である（邦訳『皇帝の新しい心』）。この著作の中でペンローズは、ゲーデルの不完全性定理に関する思索を行い、そこから人間の思考能力はアルゴリズム的な計算には還元できないだろう、という主張を展開する。つまり現在のチューリングマシン型のコンピューターでは人工知能は実現できないだろうという主張である。
そしてペンローズは、脳内で人間の意識機能を担っている非アルゴリズム的な過程を、量子力学的な現象、すなわち波動関数の収縮過程であるとした。ペンローズは波動関数の収縮過程は、決定論的で客観的なものであるとし、かつこの収縮過程はアルゴリズムの形では書き下せないものだとした。このペンローズの言う波動関数の収縮は、一般的な解釈における収縮と区別され、客観収縮（objective reduction, OR）という名で呼ばれる。
こうしたペンローズのアイデアには、神経科学者、論理学者、哲学者など多方面から多くの批判が寄せられた（例えばグラシュ、チャーチランド）。
ペンローズは"The Emperor's New Mind"(1989年)を出版した段階では、そうした量子力学過程が、脳内のどこでどのようにして起きているのかの具体的なアイデアは持っていなかった。しかしハメロフはこの本を読んで興味を持ち、麻酔のメカニズムに関する自身の理論について話すため、ペンローズに連絡をとった。二人は1992年に会い、ハメロフはマイクロチューブルが脳内で量子力学的な過程を担うよい候補であることを話した。ペンローズはマイクロチューブルの格子が持つ数学的な構造に興味を持った。ここから以後二年かけて、二人は協力してOrch-OR理論を作りあげた。この共同研究ののち、ペンローズは意識に関する二冊目の書物 "Shadows of the Mind"（1994年）を出版した（邦訳『心の影』）。
この発展版の理論もまたもや多くの批判を受けることになる。特に、宇宙論研究者のマックス・テグマークは、マイクロ・チューブルにおける量子状態の持続時間は、計算から 100フェムト秒（10-13秒）程度であるとし、意識機能を担う神経的な過程としてはあまりにも短すぎる、と批判した。これに対しハメロフはマイクロチューブルは外部の脳環境からシールドされているため、収縮にかかる時間はもっと長いと反論した。ハメロフはこの理論を反証できるとするテスト方法を提案しているが、マイクロチューブルのシールド状態を確認するような実験的結果はまだ得られていない。 
1994年ごろから、ハメロフはカンファレンスや講義、またウェブサイト上などで、頻繁に Orch-OR理論の説明を行い、その普及に努めている。またハメロフは1994年から、アリゾナのツーソンで意識に関する国際会議 Toward a Science of Consciousness（通称ツーソン会議） を主催している。この会議にはデイビッド・チャーマーズ、クリストフ・コッホ、バーナード・バース、ロジャー・ペンローズ、ベンジャミン・リベットなど、意識に興味を持つ人々が様々な分野から多数集まってくる。

## 著作
- Stuart Hameroff with Conrad Schneiker, Ultimate computing: Biomolecular consciousness and nanotechnology,   Elsevier-North Holland, 1987. This work predates the quantum Orch-OR hypothesis; still of interest. Online at author's site
- Hameroff, Kaszniak, Scott, (eds), Toward a Science of Consciousness, MIT Press, ISBN 0-262-08249-7, LoC OP411.T68 1996. papers from the first Tucson conference on study of consciousness. Further volumes in the series exist.